# 朗客熏啤
朗客啤酒馆（德語：Schlenkerla）， 德国一家具有悠久历史传统的啤酒馆。

## 历史
它始建于 1405 年。座落于班贝格老城区的中心，位于大教堂脚下的一条小巷中。
德国朗客熏啤采用独特酿造方法。用上等的大麦提取麦芽，接着使用榉木的烟熏把麦芽烘干，以从中赢得朗客熏啤独一无二的烟熏气息。为了保持朗客熏啤纯正的特色，在加工过程中朗客熏啤只选用熏焙麦芽，啤酒花和上等的德国矿泉水作为酿酒配料。
德国朗客熏啤是装在橡木啤酒桶中出售的，销售到世界上49个国家。

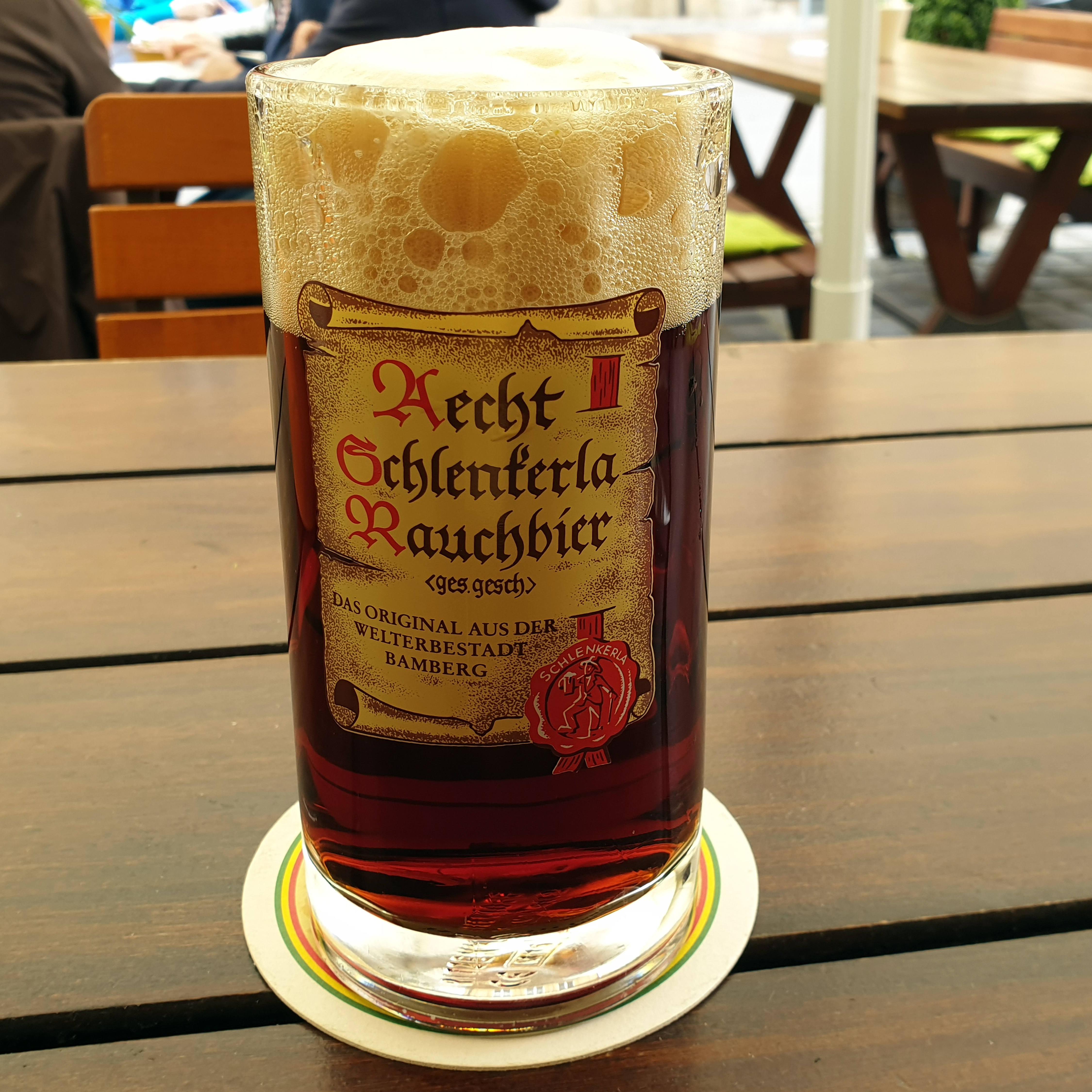